# Virginia O'Brien
Virginia O'Brien, all'anagrafe Virginia Lee O'Brien, (Los Angeles, 18 aprile 1919 – Woodland Hills, 16 gennaio 2001), è stata un'attrice e cantante statunitense.

## Biografia
Popolare attrice e cantante alla radio e al cinema, la O'Brien recitò principalmente in ruoli comici, nei quali metteva a frutto il proprio stile di canto intenzionalmente umoristico, caratterizzato da impassibilità, mancanza di espressioni facciali e pochissimi movimenti. Sviluppò questa tecnica quasi per caso, durante uno spettacolo teatrale, quando rimase praticamente paralizzata dalla paura del palcoscenico prima di cantare in una rappresentazione di Meet the People a Los Angeles. Il pubblico trovò la sua esibizione divertente, e la O'Brien venne presto impiegata per ripetere questa performance in alcuni film degli anni quaranta, guadagnandosi appellativi come "Frozen Face" e "Miss Ice Glacier". Non sempre impiegò il suo espediente quando cantava, come dimostra la sua interpretazione nel segmento del musical Show Boat contenuto nel film biografico-musicale Nuvole passeggere (1946).
Tra i film in cui apparve durante il suo periodo sotto contratto con la MGM, da ricordare Il bazar delle follie (1941) con i fratelli Marx, Lady Be Good (1941), Rotta sui Caraibi (1942) con Eleanor Powell e Red Skelton, La parata delle stelle (1943) con Mickey Rooney, Mademoiselle du Barry (1943), con Skelton e Lucille Ball, in cui cantò il motivo Salome, scritto da Yip Harburg, già autore della evergreen Over the Rainbow, la versione cinematografica di Meet the People (1944) con Dick Powell, Le ragazze di Harvey (1946) con Judy Garland, e il film antologico Ziegfeld Follies (1945). Dopo essere apparsa di nuovo con Red Skelton in Merton of the Movies (1947) e dopo un'apparizione come ospite l'anno successivo nel cortometraggio Musical Merry-Go-Round, la O'Brien lasciò la MGM e tornò alle esibizioni dal vivo, e poi alla televisione.
Recitò anche a Broadway, dove debuttò nel musical Keep Off The Grass con Jimmy Durante. Registrò canzoni per la Columbia Records e per la Decca Records, tra cui due dei suoi brani più noti sono The Wild, Wild West e Say I'm Sweethearts Again. Continuò a esibirsi fino agli anni novanta con un suo show personale. Morì a 81 anni nel 2001 a Woodland Hills, in California, per cause naturali, ed è sepolta al Forest Lawn Memorial Park di Glendale, in California.

## Filmografia parziale
- Sky Murder, regia di George B. Seitz (1940)
- Forty Little Mothers, regia di Busby Berkeley (1940)
- Lady Be Good, regia di Norman Z. McLeod (1941)
- Panama Hattie, regia di Norman Z. McLeod (1942)
- Rotta sui Caraibi (Ship Ahoy), regia di Edward Buzzell (1942)
- La parata delle stelle (Thousand Cheer), regia di George Sidney (1943)
- Mademoiselle du Barry (Du Barry Was a Lady), regia di Roy Del Ruth (1943)
- Due ragazze e un marinaio (Two Girls and a Sailor), regia di Richard Thorpe (1944)
- Meet the People, regia di Charles Reisner (1944)
- Ziegfeld Follies, regia di registi vari (1945)
- Le ragazze di Harvey (The Harvey Girls), regia di George Sidney (1946)
- Nuvole passeggere (Till the Clouds Roll By), regia di Richard Whorf (1946)
- The Show-Off, regia di Harry Beaumont (1946)
- Merton of the Movies, regia di Robert Alton (1947)
- Francis in the Navy, regia di Arthur Lubin (1955)
- Uno strano campione di football (Gus), regia di Vincent McEveety (1976)

## Canzoni parziali
- Salomè (Roger Edens, Yip Harburg)
- Bring Out The Wonderful Men (Roger Edens, Earl K. Brent)
- Take It Easy (Xavier Cugat, Irving Taylor e Vic Mizzy)